# 巢可託
巢可託（穆麟德轉寫：cokto），又綽克托，字素侯、寄齋，阿顏覺羅氏，滿洲正藍旗人。清朝政治人物、清朝刑部尚書。

## 生平
曾任左都御史。康熙四十六年十二月丙戌，接替耿額，擔任清朝刑部尚書，后革，由齊世武接任。
罢官后隐居北京房山区丁家洼，流连山水，作诗文（载杨钟羲《 雪橋詩話三集》），有《花雨松涛阁诗文集》（载《天咫偶聞》卷五）。康熙四十九年（1710年）庚寅创建自家园林，后六易其主，后来的园林主人包括诚亲王允祉、内务府总管年希尧、怡亲王胤祥、宁郡王弘晈，后成废园，宗室永璥曾作诗《丙子春日逰丁家漥巢寄斋废园》（1756）（载永璥《益齋詩稿》）。

## 家族
- 祖父碩色，佐领。“碩色，正藍旗人，世居瓦湖木地方，天聰時來歸，將異姓薩哈爾察等編佐領，使統之。其子穆齊理原任䕶軍校，科爾崑原任䕶軍統領兼佐領。……孫倭赫、克什圖俱原任三等䕶衞，綽克托原任刑部尚書。……又碩色之曾孫常保原任副都統……”（载《八旗滿洲氏族通譜》卷18）。
- 父。